# 야마카와 준이치
야마카와 준이치(일본어: 山川 純一 야마카와 준이치[*])는 일본의 만화가로, 애칭은 야마준(ヤマジュン)이다. 
1980년대 게이 잡지 장미족(薔薇族)에서 주로 활동했다. 대표작은 엉망진창 테크닉이나 1991년에 실사 영화화한 바다에서 온 남자 등이 있다. 「야마카와 준이치」는 장미족 편집장의 이토 문학이 붙인 필명이며, 본명은 비공개이다. 현재는 전 작품의 저작권을 사이조(サイゾー)에서 관리하고 있다.